# Хосе Антоніо Кастро (аргентинський футболіст)
Хосе Антоніо Кастро (ісп. José Antonio Castro, нар. 15 жовтня 1955, Буенос-Айрес) — аргентинський футболіст, що грав на позиції нападника, зокрема за клуби «Велес Сарсфілд» та «Архентінос Хуніорс», а також національну збірну Аргентини.

## Клубна кар'єра
У дорослому футболі дебютував 1977 року виступами за команду «Велес Сарсфілд», в якій провів п'ять сезонів. 
Протягом 1982 року захищав кольори клубу «Індепендьєнте».
Своєю грою за останню команду привернув увагу представників тренерського штабу клубу «Архентінос Хуніорс», до складу якого приєднався 1983 року. Відіграв за команду з Буенос-Айреса наступні чотири сезони своєї ігрової кар'єри.
Згодом з 1988 по 1990 рік грав у складі команд «Уніон» та «Сан-Лоренсо».
Завершив ігрову кар'єру в чилійському «Універсідад де Чилі», за який виступав протягом 1991 року.

## Виступи за збірну
1979 року провів п'ять матчів і забив один гол у складі національної збірної Аргентини. Був учасником тогорічного Кубка Америки.